# Hipódromo do Amorim
O Hipódromo do Amorim é um hipódromo do Rio Grande do Sul, localizado na cidade de Cachoeira do Sul, no bairro Prado. 
Funciona como praça de corridas de cavalos do Jockey Club de Cachoeira do Sul.

## Detalhes da Pista
O hipódromo conta com uma pista de volta fechada de areia com 1.240 metros de comprimento por 16,7 metros de largura e a dos trilhos individuais com 550 metros de cancha reta.

## Dias de corrida
Há duas reuniões turfísticas por mês, em geral aos domingos a tarde, com dois ou três páreos.